# Sydals
Sydals é um município da Dinamarca, localizado na região sul, no condado de Sonderjutlândia.
O município tem uma área de 95 km² e uma população de 6 527 habitantes, segundo o censo de 2005.